# Ginster-Borkenkäfer
Der Ginster-Borkenkäfer (Phloeophthorus rhododactylus) ist ein Rüsselkäfer aus der Unterfamilie der Borkenkäfer (Scolytinae). Da er seine Brutsysteme in der Rinde der Wirtspflanzen anlegt, wird er den Rindenbrütern zugerechnet.

## Merkmale
Die Käfer werden 1,5 bis 1,8 Millimeter lang und haben einen schwarz gefärbten, walzenförmigen Körper, der mit kurzen, gelblichgrauen Haaren bedeckt ist. Der Halsschild und ist breiter als lang und weitläufig mit kleinen Vertiefungen punktiert. Es verdeckt von oben gesehen nicht den Kopf. Die Stirn ist flach, trägt zwei kleine Höcker und eine halbkreisförmige, glatte Delle über den Mandibeln und ist nur am Rande behaart. Die Flügeldecken sind doppelt so lang wie breit. An ihrer Basis sind die Flügeldecken gezähnt, dahinter aber ohne Höckerreihen. Die Fühler und Beine sind hellbraun.

## Verbreitung
Die Art ist in Mittel- und Osteuropa, Italien, dem ehemaligen Jugoslawien, Griechenland und auf der Krim verbreitet.

## Lebensweise
Der Ginster-Borkenkäfer kommt in Sarothamnus vulgaris, Spartium junceum, Stechginster (Ulex europaeus) und Cytisus laburnum vor.